# Gilbert (Arizona)
Pour les articles homonymes, voir Gilbert.
Gilbert est une ville des États-Unis située dans l'État de l'Arizona, dans la banlieue est de Phoenix.

## Histoire
En 1902, le chemin de fer de l'Est de l'Arizona a demandé des droits de passage afin d'établir une ligne de chemin de fer entre Phoenix et Florence. Une voie d'évitement a été établie sur une propriété appartenant à un certain William « Bobby » Gilbert et la bourgade qui s'est bâtie autour de cette voie ferrée a été désignée sous le nom de Gilbert. La communauté agricole de Gilbert s'est ensuite développée grâce à la construction du barrage Theodore-Roosevelt et de ses canaux (1911). La bourgade s'est changée en municipalité dès 1920.

## Démographie
Au recensement de 2000, il y avait 109 697 habitants à Gilbert, 35 405 maisons et 28 925 familles. 85,73 % de la population est blanche, 2,41 % de la population est afro-américaine, 0,62 % de la population est représentée par les indiens d'Amérique, 3,59 % est asiatique, 0,12 % est originaire des îles du Pacifique, 4,77 % sont d'autres origines, et 2,77 % sont métis. Parmi la population blanche, 11,87 % de cette population est hispanique.
| 1920 | 1930 | 1940 | 1950  | 1960  | 1970  |
| ---- | ---- | ---- | ----- | ----- | ----- |
| 865  | 791  | 837  | 1 114 | 1 833 | 1 971 |

| 1980  | 1990   | 2000    | 2010    | - | - |
| ----- | ------ | ------- | ------- | - | - |
| 5 717 | 29 188 | 109 697 | 208 453 | - | - |